# Melissa Reese
Melissa Reese (Seattle, Washington, 1990. március 1.) amerikai zenész és modell, 2016 óta a Guns N’ Roses billentyűse.

## Élete
Seattle-ben született. Három lány közül ő a legfiatalabb.
Négy éves korában kezdett énekelni és zongorázni. 12 évesen kezdett dalokat szerezni. Amikor 13 éves volt, Tom Whitlock zenész felfedezte őt, és segített neki bejutni a zeneiparba. 17 éves korában megtanulta a Pro Tools, Reason és Logic Pro szoftverek használatát. A Roosevelt High Schoolba járt, ahol az iskolai énekegyüttes tagja volt.
Huszonéves korában Los Angelesbe költözött.
Első EP-je Lissa címmel jelent meg 2007-ben. Az EP-n kollaborált Bryan Mantiával és Pete Scaturróval. Három dal hallható volt különböző tévéműsorokban is.
Olyan művészekkel dolgozott, mint Bootsy Collins, Chuck D és Vanessa Carlton. Producerként is tevékenykedik.
2016 októberében egy Seattle Seahawks-meccs elején ő énekelte az amerikai himnuszt.
Többször dolgozott együtt Bryan Mantiával "Brain and Melissa" néven.